# Jeanne de Montégut-Ségla
Jeanne de Ségla est une poète et traductrice française, née à Toulouse le 25 octobre 1709 et morte à Toulouse le 17 juin 1752.

## Biographie
Fille de Jean Joseph de Segla (25 juillet 1680 - 19 novembre 1710) et de Marie Elizabeth de Gras, elle fut élevée par sa tante de Segla et reçut une solide éducation: elle pratiquait plusieurs langues (latin, grec, anglais, italien, espagnol) et traduisit Théocrite, Virgile, Tibulle, Pétrarque et Pope, et surtout Horace.
Elle fut mariée à 16 ans, le 9 juillet 1726 à Toulouse, à François de Montégut (19 avril 1702 - 4 juillet 1751), Trésorier de France en la généralité de Toulouse. Elle apporte en dot un château sur la commune de Muret qui devient le château de Montégut-Ségla en 1725 et s'oriente vers la poésie. Elle remporta plusieurs prix à l'Académie des Jeux floraux, fut reçue Maîtresse ès Jeux Floraux le 8 juillet 1741 et siégea à côté de Mademoiselle de Castellan.

## Œuvre poétique
- « Œuvres mêlées de Madame de Montégut-Ségla, maîtresse ès Jeux Floraux, recueillies par Monsieur de Montégut, son fils » (Desaint et Barbou, 1768, 2 vol)
- Traduction des Odes d'Horace, en collaboration avec son fils unique Jean-François de Montégut (1726-1794).
- Climène et Daphnis, 1738, premier poème présenté à l'Académie des Jeux Floraux